# Sumiko Inaba
Sumiko Inaba (Pukalani, Hawái; 30 de marzo de 1991) es una artista marcial mixta estadounidense que compite en la división de peso mosca de Bellator MMA.

## Primeros años
Tras graduarse en el King Kekaulike High School, Inaba estudió enfermería antes de descubrir las artes marciales mixtas mientras asistía a clases de boxeo para ponerse en forma.

## Carrera de artes marciales mixtas

### Carrera temprana
Como aficionada obtuvo un 6-1, con cuatro nocauts y una sumisión. Después de que la pandemia pusiera en pausa su carrera en el sector de los viajes, dedicó todos sus esfuerzos a entrenar. Decidió convertirse en profesional en 2020 y consiguió un contrato con la empresa Waiakea Water Company, con sede en Hilo (Hawái).

### Bellator MMA
Tras una exitosa carrera amateur, Inaba firmó con Bellator MMA. Hizo su debut profesional en MMA contra Jessica Ruiz el 5 de noviembre de 2020 en Bellator 251.
En su segunda actuación, Inaba se enfrentó a Kristina Katsikis el 21 de mayo de 2021 en Bellator 259. Ganó el combate por TKO en el tercer asalto. Inaba se enfrentó a Randi Field el 16 de octubre de 2021 en Bellator 268. Ganó el combate por estrangulamiento en el segundo asalto.
Inaba se enfrentó a Whittany Pyles el 23 de abril de 2022 en Bellator 279. En el pesaje, Pyles no alcanzó el peso para su combate, pesando 127,4 libras, 1,4 libras por encima del límite de peso mosca para peleas sin título. El combate se disputó en el peso de captura y Pyles fue multada con un porcentaje de su bolsa, que fue a parar a Inaba. Inaba noqueó a su rival con un gancho de izquierda en el primer asalto.
Inaba se enfrentó a Nadine Mandiau el 1 de octubre de 2022 en Bellator 286. Ganó el combate por decisión unánime.

## Vida personal
Tiene una hija, Kiyarah-Lei, que nació en 2009.

## Récord en artes marciales mixtas
| Resultado | Récord | Oponente          | Método                        | Evento                                                         | Fecha                   | Ronda | Tiempo | Localización    |
| --------- | ------ | ----------------- | ----------------------------- | -------------------------------------------------------------- | ----------------------- | ----- | ------ | --------------- |
| Derrota   | 8–2    | Dakota Ditcheva   | Decisión (unánime)            | 2025 PFL Africa 1: First Round                                 | 19 de julio de 2025     | 3     | 5:00   | Ciudad del Cabo |
| Victoria  | 8–1    | Mackenzie Stiller | TKO (puñetazos)               | Bellator Champions Series San Diego - Nurmagomedov vs. Shabliy | 7 de septiembre de 2024 | 2     | 4:25   | San Diego       |
| Victoria  | 7–1    | Saray Orozco      | Decisión (split)              | PFL 4: 2024 Regular Season                                     | 13 de junio de 2024     | 3     | 5:00   | Uncasville      |
| Derrota   | 6–1    | Denise Kielholtz  | Decisión (unánime)            | Bellator 301                                                   | 17 de noviembre de 2023 | 3     | 5:00   | Chicago         |
| Victoria  | 6–0    | Veta Arteaga      | Decisión (unánime)            | Bellator 295                                                   | 22 de abril de 2023     | 3     | 5:00   | Honolulu        |
| Victoria  | 5–0    | Nadine Mandiau    | Decisión (unánime)            | Bellator 286                                                   | 1 de octubre de 2022    | 3     | 5:00   | Long Beach      |
| Victoria  | 4–0    | Whittany Pyles    | KO (puñetazos)                | Bellator 279                                                   | 23 de abril de 2022     | 1     | 1:22   | Honolulu        |
| Victoria  | 3–0    | Randi Field       | Sumisión (arm-triangle choke) | Bellator 268                                                   | 16 de octubre de 2021   | 2     | 2:02   | Phoenix         |
| Victoria  | 2–0    | Kristina Katsikis | TKO (golpes)                  | Bellator 259                                                   | 21 de mayo de 2021      | 3     | 3:35   | Uncasville      |
| Victoria  | 1–0    | Jessica Ruiz      | TKO (codos)                   | Bellator 251                                                   | 5 de noviembre de 2020  | 1     | 4:59   | Uncasville      |